# Basilio Chalkidiotis Triantafyllou
Basilio Chalkidiotis Triantafyllou (Vasiliko, 1939 – Atene, novembre 2011) è stato un pittore greco.
Ha fondato la corrente artistica del chalkidismo.

## Biografia
Basilio Triantafyllou era figlio di Nikolaos Triantafillou e Polyxeni Mitrokotsa, e rampollo di una famiglia facoltosa e molto in vista della natìa isola di Eubea. In particolare, lo zio Antonou era un importante politico, ministro di Eubea.
Il giovane Basilio frequentò le scuole elementari a Vasiliko, e successivamente la scuola superiore serale a Halkida. Tra il 1960 ed il 1963 fu segretario nell'ufficio ministeriale di suo zio. Parallelamente a tale attività, iniziò gli studi in odontoiatria presso l'Università di Atene, ma dopo il primo anno si trasferì a Modena, dove entrò alla locale facoltà di medicina. Si specializzò successivamente in ematologia, studiando inoltre odontoiatria e psicoterapia.
Per la maggior parte esercitò la professione medica a Modena, donando in beneficenza la sua retribuzione, conformemente ai desideri della madre. In parallelo, si dedicò all'insegnamento presso la Facoltà di Medicina ed il locale Policlinico.
La sua notorietà è tuttavia legata alla sua attività di pittore, che lo portò ad entrare in contatto con numerose personalità artistiche sue contemporanee, come Pablo Picasso, Salvador Dalí e Giorgio de Chirico. Il suo stile originale, che diede forma alla corrente del "chalkidismo".
Tra le sue opere più note, un nudo immaginifico di Jacqueline Kennedy Onassis, per il quale Aristotele Onassis gli offrì un assegno in bianco, rifiutato dall'artista, pur di toglierlo dalla circolazione. realizzò inoltre opere dedicate ad altre personalità di rilievo della scena internazionale, quali Grace Kelly, Alberto di Monaco, la principessa Soraya, Papa Giovanni Paolo II.